# 东城街道 (沈丘县)
东城街道，是中华人民共和国河南省周口市沈丘县下辖的一个乡镇级行政单位。

## 行政区划
东城街道下辖以下地区：
于庄村、阙庄村、大于楼村、新建村、东孙楼村、李营村、李安庄村、尤庄村和解庄村。